# Oamaru Post Office

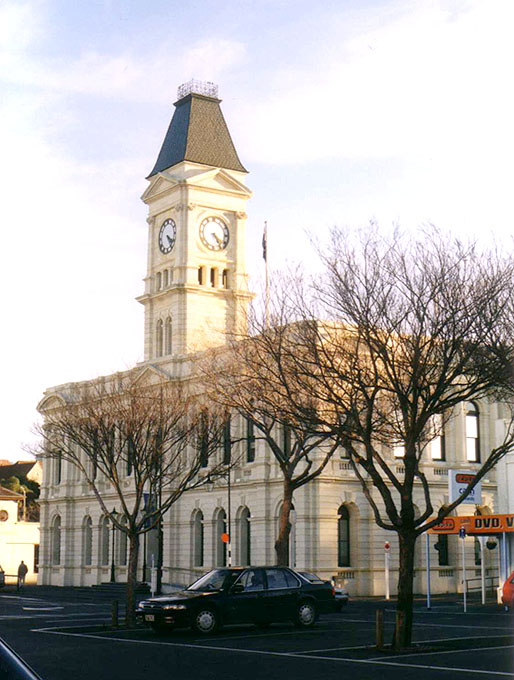
Oamaru Post Office

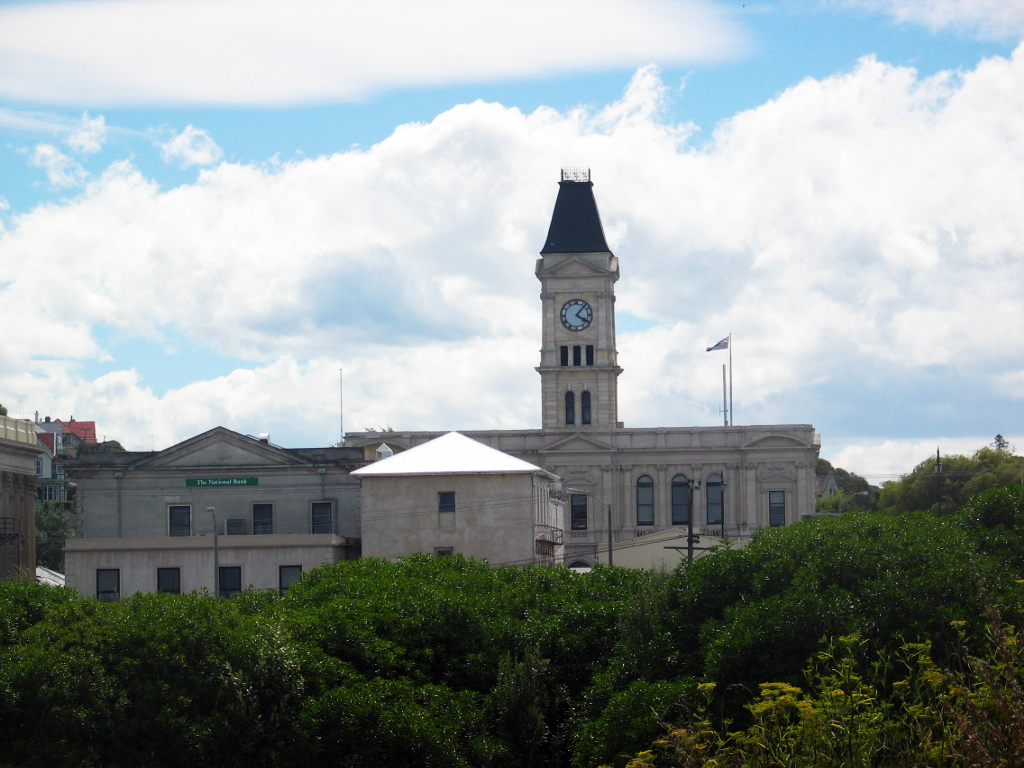
Oamaru Post Office, Rückseite

Das Gebäude des Oamaru Post Office ist ein historisches Bauwerk im viktorianischen Stadtkern der neuseeländischen Stadt Oamaru in der Region Otago. Es befindet sich an der Ecke Thames Street/Meek Street.
Das erst 1864 nach Entwürfen von William Clayton von  Mason and Clayton errichtete Postamt, heute als Oamaru Post Office (1864) ebenfalls ein Baudenkmal, erwies sich wegen des rasanten Wachstums der Stadt wegen des damals bedeutsamen Seehafens bald als zu klein.
Daher wurde neben dem alten Postamt 1883 bis 1884 nach Entwürfen der Architekten Forrester & Lemon für 5.217 Pfund  ein neues Postamt erbaut.
Das Bauwerk wurde am 17. Oktober 1884 zum Bedauern der Einwohner ohne den heute prägenden Glockenturm eröffnet. Dieser wurde erst nach eines Vermächtnisses eines St.John Buckley (der Glocken und Uhr im Gedenken an seinen Onkel John McLean finanzierte) und Druck der Bevölkerung auf die Regierung 1903 errichtet. Die Uhr wurde am 17. September 1903 fertiggestellt.
1937 wurden Anbauten im Bereich der Meek Street vorgenommen.
Die Regierung wollte den Glockenturm 1945 wegen mangelnder Erdbebensicherheit wieder abtragen lassen. Ein Gutachten zugunsten der Standfestigkeit und Proteste der Bürger retteten ihn. Heute ist das Bauwerk Sitz des Waitaki District Council.
Am 28. Juni 1990 wurde das Gebäude vom New Zealand Historic Places Trust unter der Nummer 2294 als Denkmal der Kategorie 1 (Historic Place Category I) eingestuft.